# Feel (album Feel)
Feel – pierwszy album zespołu Feel wydany 22 października 2007. 22 sierpnia 2008 ukazała się reedycja, zawierająca CD z tymi samymi piosenkami + singlem Pokonaj siebie nagranym wspólnie z Iwoną Węgrowską oraz DVD z teledyskami, making of-ami i galerią zdjęć.

## Notowania
Nagrania dotarły do 1. miejsca listy OLiS. 3 września 2008 album uzyskał status diamentowej płyty. Jej łączny nakład przekroczył 200 tysięcy egzemplarzy, co w pierwszej dekadzie XXI wieku udało się jeszcze jedynie zespołowi Ich Troje.

## Lista utworów
Opracowano na podstawie materiału źródłowego.

### Edycja standardowa
1. „A gdy jest już ciemno” – 03:34
2. „No pokaż na co cię stać” – 03:21
3. „W odpowiedzi na Twój list” – 02:49
4. „W ciemną noc” – 03:07
5. „Jak anioła głos” – 03:26
6. „To długa rzeka” – 04:12
7. „Nasze słowa, nasze dni” – 04:07
8. „Paul” – 05:44
9. „Kiedy przy mnie śpisz” – 03:49
10. „To jest taka gra” – 03:04
11. „Sweet Harmony” – 03:26

### Edycja specjalna

#### CD
1. „A gdy jest już ciemno” – 03:34
2. „No pokaż na co cię stać” – 03:21
3. „W odpowiedzi na Twój list” – 02:49
4. „W ciemną noc” – 03:07
5. „Jak anioła głos” – 03:26
6. „To długa rzeka” – 04:12
7. „Nasze słowa, nasze dni” – 04:07
8. „Paul” – 05:44
9. „Kiedy przy mnie śpisz” – 03:49
10. „To jest taka gra” – 03:04
11. „Sweet Harmony” – 03:26
12. „Pokonaj siebie„ (feat. Iwona Węgrowska) – 03:12

#### DVD
1. Teledysk „A gdy jest już ciemno”
2. Teledysk „No Pokaż, na co Cię stać”
3. Teledysk „Jak anioła głos”
4. Teledysk „Pokonaj siebie”
5. Making of „No pokaż na co Cię stać”
6. Making of „Jak anioła głos”
7. Making of „Pokonaj siebie”
8. Making of „W odpowiedzi na Twój list”

+ Galeria zdjęć

## Twórcy
Opracowano na podstawie materiału źródłowego.

- Piotr Kupicha – produkcja muzyczna, gitara, wokal
- Łukasz Kożuch – instrumenty klawiszowe
- Michał Nowak – gitara basowa
- Michał Opaliński – perkusja
- Jarosław „Jasiu” Kidawa – produkcja muzyczna, gitara basowa, gitara, gitara akustyczna
- Karolina Koncewicz – skrzypce
- Hanna Mierzwa – altówka
- Dominika Sitarz – skrzypce
- Agnieszka Betley – wokal wspierający (utwór 12)
- Paweł Betley – instrumenty klawiszowe (utwór 12)
- Daniel Christ – gitara basowa (utwór 12)
- Kalina Kasprzak – wokal wspierający (utwór 12)
- Patrycja Kosiarkiewicz – wokal wspierający (utwór 12)
- Robert Luty – perkusja (utwór 12)
- Marek Nowak – instrumenty klawiszowe (utwór 12)
- Krzysztof Nowicki – gitara (utwór 12)
- Janusz Szrom – wokal wspierający (utwór 12)
- Iwona Węgrowska – wokal (utwór 12)